# Brettenham, Norfolk
Brettenham är en civil parish samt en ort i Storbritannien.   Den ligger i grevskapet Norfolk och riksdelen England, i den sydöstra delen av landet, 120 km nordost om huvudstaden London.
Brettenham ligger i distriktet Breckland i Östra England och hade 475 invånare enligt uppgifter från 2004.